# Bengt Hägge
Bengt August Hägge, född den 27 juli 1857, död den 21 mars 1936, var en svensk tidningsman.
Efter studier i Lund inträdde Hägge i pressen, var redaktionssekreterare i Östgöta Correspondenten 1881-86, var redaktör för samma tidning 1886-98 samt redaktör och ägare av tidningen Halland 1898-1931. Hägge innehade flera förtroendeuppdrag i skilda pressföreningar och i det kommunala livet i Halmstad.